# Apatania nielseni
Apatania nielseni là một loài Trichoptera trong họ Apataniidae. Chúng phân bố ở miền Cổ bắc.